# Teatr im. Jana Kochanowskiego w Opolu
Teatr  im. Jana Kochanowskiego – teatr działający w Opolu. Budynek na pl. Teatralnym, w którym obecnie znajduje się jego siedziba, powstał w 1975

## Historia

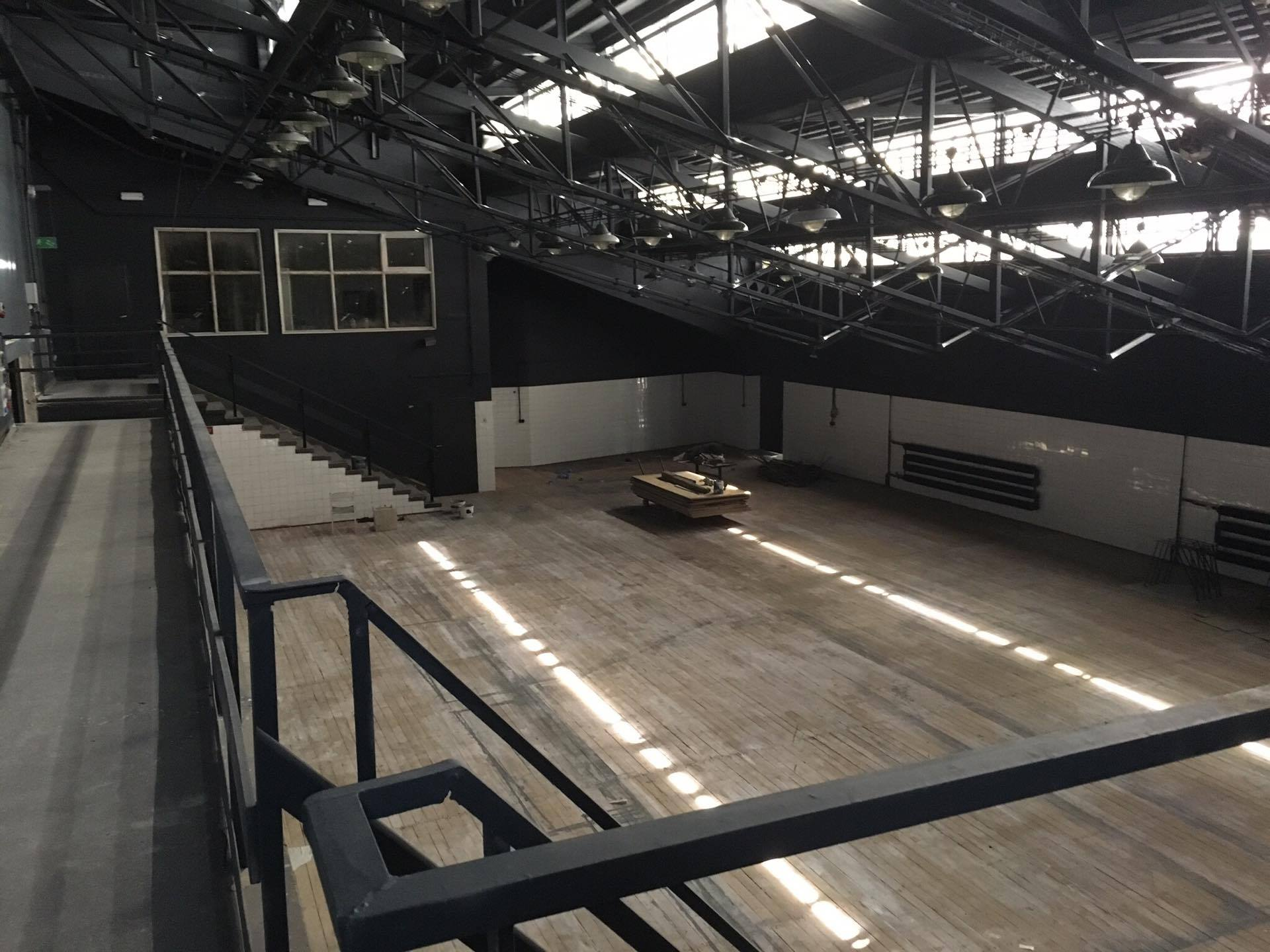
Modelatornia

Zawodowy polski teatr działał w Opolu już od 1945. 7 października, jako Teatr Miejski im. Juliusza Słowackiego, pokazał pierwszą premierę, którą była „Zemsta” A. Fredry. Na początku 1949 oddano do użytku wyremontowany gmach z widownią na 450 miejsc i profesjonalnym zapleczem technicznym – obecnie mieści się tam Filharmonia Opolska. 1 stycznia 1950 roku teatr zmienił nazwę na Państwowy Teatr Ziemi Opolskiej. W 1958 grupa aktorów PTZO założyła Teatr 13 Rzędów, rok później objęty przez Jerzego Grotowskiego. W 1960 nastąpiła przeprowadzka do budynku obecnego Teatru Lalki i Aktora, gdzie teatr gościł piętnaście lat – do otwarcia budynku, w którym znajduje się obecnie.  

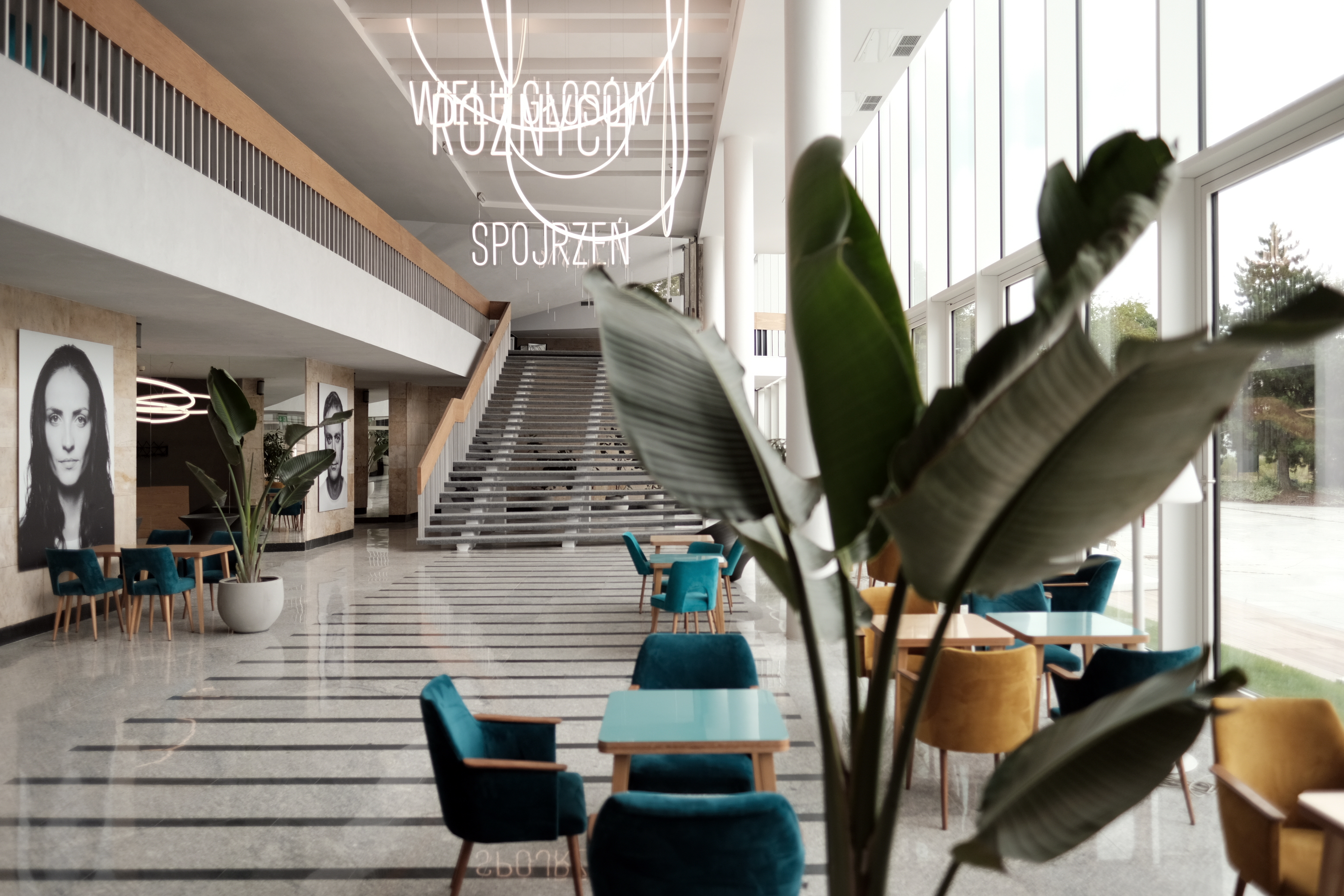
Dolne foyer teatru po remoncie

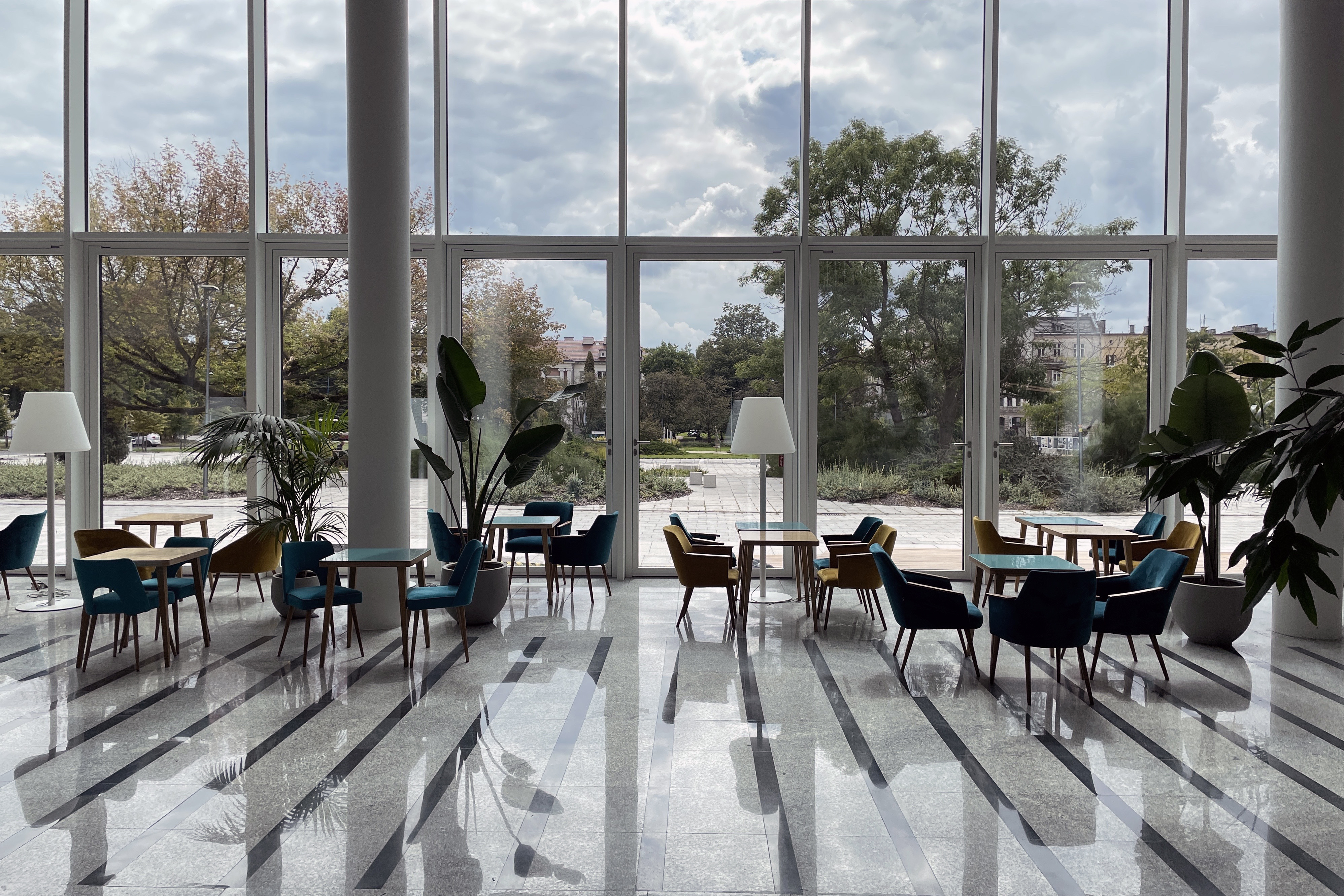
Wnętrze teatru – widok na pl. św. Jana Pawła II

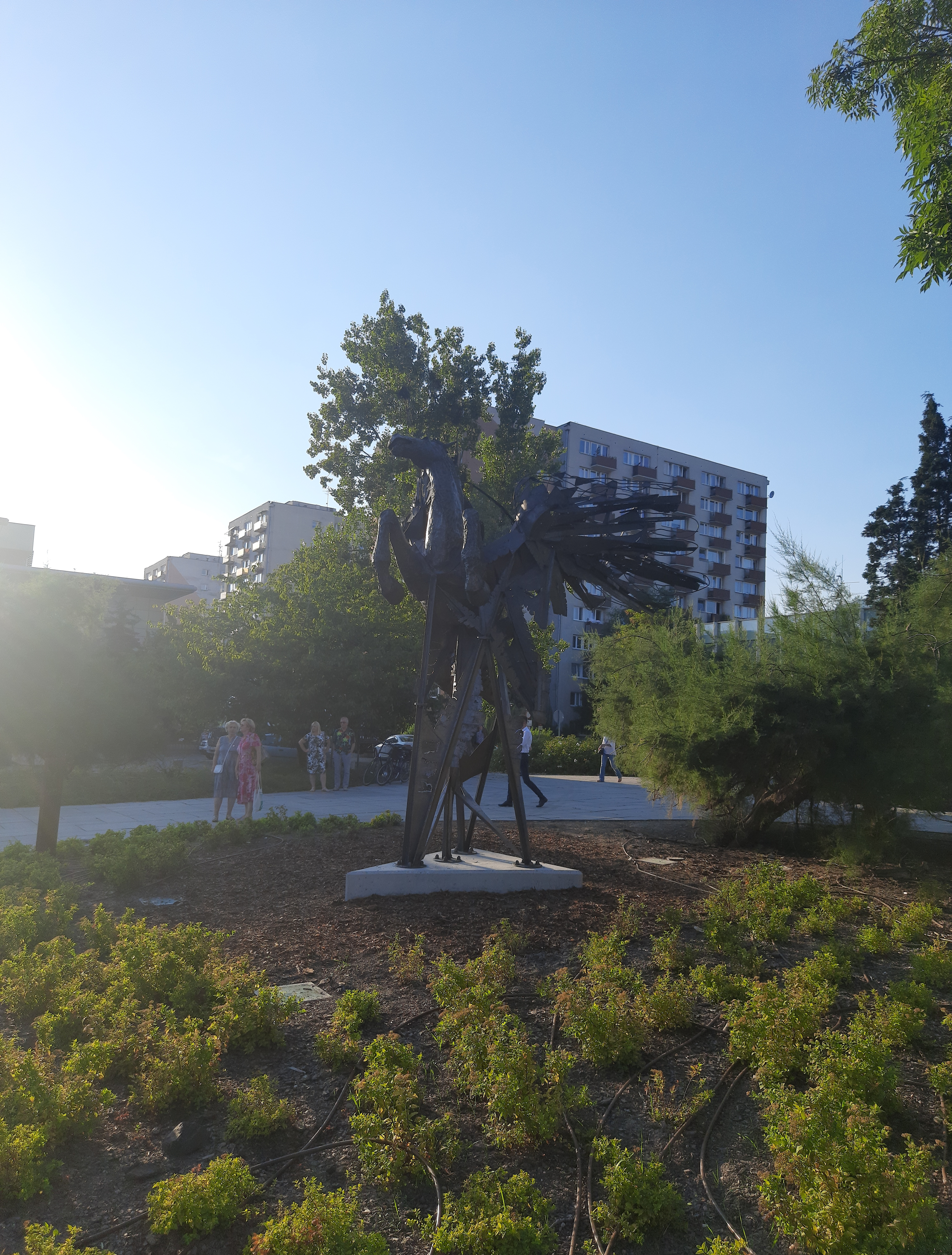
Pomnik Pegaza pod teatrem

Kamień węgielny pod budowę nowego gmachu wmurowano w listopadzie 1965 na ówczesnym pl. Lenina (obecnie pl. Teatralny), w miejscu dawnych fundamentów Kulturhausu. Otwarcie teatru miało miejsce 23 stycznia 1975 roku wraz z premierą „Przedwiośnia” w reżyserii Stanisława Brejdyganta. Nastąpiła też kolejna zmiana nazwy na Teatr im. Jana Kochanowskiego. Natomiast zespół lalkowy Teatru w 1993 został przekształcony w niezależny Opolski Teatr Lalki i Aktora im. Alojzego Smolki.
W latach 2019–2021 miał miejsce remont teatru. Przebudowane zostały wejścia główne do teatru, zaplecza i garderoby oraz elewacja frontowa budynku. Modernizację przeszedł także park akustyczny i oświetleniowy. Remont objął również modernizację scen Teatru wraz z zapleczami.  
Teatr im. Jana Kochanowskiego zaznaczył swoją obecność na wielu festiwalach międzynarodowych. Spektakl „Makbet” w reż. Mai Kleczewskiej został zaprezentowany w ramach Uijeongbu International Music Theare Festival w Korei Południowej oraz w ramach World Shakespeare Festival w Londynie, „Zmierzch bogów" w reż. Mai Kleczewskiej na Tbilisi International Festival of Theatre w Gruzji, „Odyseja” w reż. Krzysztofa Garbaczewskiego na Seoul Performing Arts Festival w Korei Południowej, „Iwona, Księżniczka Burgunda” w reż. Krzysztofa Garbaczewskiego na Eurothalia Theatre Festiwal Timisoara w Rumunii, a także „Córki powietrza. Sen Balladyny” w reż. Ignacio Garcii w ramach Festival International de Teatro Clásico de Almagro w Hiszpanii.

## Sceny Teatru im. Jana Kochanowskiego w Opolu
Duża Scena (575 miejsc): scena obrotowa o średnicy 13 m z wbudowanymi w nią czterema ogromnymi zapadniami o skoku ponad 5 m, poruszanymi niezależnie od ruchu obrotówki, co jest ewenementem na skalę europejską.
Mała Scena (193 miejsca): scena amfiteatralna, otoczona z trzech stron stromą widownią.
Scena Bunkier (80 miejsc): przestrzeń studyjna, z w pełni mobilną widownią, umożliwiającą dowolne kształtowanie przestrzeni.
Modelatornia (do 150 miejsc): nowoczesna, wielofunkcyjna przestrzeń o industrialnym charakterze, która do 2016 roku pełniła funkcję teatralnej malarni dekoracji. Jej adaptacja to połączenie oryginalnych elementów architektury ze współczesną technologią.

## Zespół artystyczny
Aktualnie (grudzień 2023) zespół Teatru Kochanowskiego tworzą:
Bartosz Dziedzic, Cecylia Jacewska-Caban, Andrzej Jakubczyk, Jakub Klimaszewski, Karol Kossakowski, Rafał Kronenberger, Karolina Kuklińska, Leszek Malec, Magdalena Maścianica, Joanna Osyda, Artur Paczesny, Judyta Paradzińska, Radomir Rospondek, Kacper Sasin, Monika Stanek, Michał Świtała, Beata Wnęk-Malec, Konrad Wosik, Bartosz Woźny.
W przeszłości na deskach Kochanowskiego występowali również m.in.: Bronisław Kassowski, Stanisław Marecki, Adolf Chronicki, Ryszard Kotys, Jacek Dzisiewicz, Arkadiusz Reizer, Jerzy Senator, Wiesław Cichy, Marta Nieradkiewicz, Paweł Smagała, Michał Majnicz, Katarzyna Osipuk.

## Dyrektorzy
- 1974/75 – 1978/79 Bogdan Hussakowski
- 1978/79 – 1981/82 Bohdan Cybulski
- 1981/82 – 1986/87 Wojciech Zeidler
- 1986/87 – 1989/90 Maciej Korwin
- 1990/91 – 1991/92 Szczepan Szczykno
- 1991/92 – 1995/96 Jan Feusette
- 1995/96 – 1998/99 Adam Sroka
- 1998/99 – 2006/07 Bartosz Zaczykiewicz
- 2006/07 – 2014/15 Tomasz Konina
- 2015/16 – (aktualnie) Norbert Rakowski

## Scena Modelatornia
W 2016 roku uroczyście zainaugurowano otwarcie Sceny Modelatornia premierą spektaklu „Ślub” Witolda Gombrowicza w reżyserii Anny Augustynowicz. Przedstawienie zyskało ogólnopolski rozgłos, a także zostało uhonorowane najważniejszymi nagrodami teatralnymi w kraju. Ten spektakularny początek nadał wartość nowej przestrzeni, dając kolejnym twórcom teatralnym możliwość profesjonalnych realizacji nietypowych przedsięwzięć, których realizację możemy obserwować w każdym sezonie artystycznym.
Ideą Teatru jest stworzenie miejsca, w którym artyści z całego świata będą mogli prowadzić badania eksperymentalne i poszukiwania twórcze inspirowane postulatami Jerzego Grotowskiego. Celem Teatru jest wcielenie w życie realizacji długoterminowych projektów posługujących się zróżnicowanym językiem teatralnym, czerpiących zarówno z klasyki, jak i dramatu współczesnego.
Z tej idei narodził się coroczny Konkurs na Projekt Teatralny MODELATORNIA. Intencją pomysłodawców konkursu jest zainicjowanie i prowadzenie we współczesnym kontekście kulturowym, społecznym, politycznym i artystycznym poszukiwań odnoszących się twórczo do zaproponowanej przez Grotowskiego formuły „zawodowy teatr eksperymentu”. Celem każdej edycji jest wyłonienie minimum jednego projektu, który będzie finansowany przez Teatr im. Jana Kochanowskiego w Opolu oraz zrealizowany zostanie na Scenie Modelatornia przy włączeniu do współpracy członków zespołu artystycznego Teatru.
Dotychczas zrealizowano cztery zwycięskie projekty: „Zakonnice odchodzą po cichu” na podstawie reportażu Marty Abramowicz w reżyserii Darii Kopiec, „Moją ulicą płynie rzeka” w reżyserii Elżbiety Depty, „Czarna skóra, białe maski” w reżyserii Wiktora Bagińskiego oraz „Kuliści” w choreografii Weroniki Pelczyńskiej.